# Sorin Ovidiu Vântu
Sorin Ovidiu Vântu   (Sagna, 23 de novembre de 1955) és un empresari romanès i propietari de la companyia de mitjans Realitatea-Cațavencu. El 2007, va ser considerat el quart home més ric de Romania, amb un patrimoni net estimat entre 2.100 i 2.300 milions d'euros.
El 16 de juny de 2009, durant una entrevista de televisió a B1 TV, l'expresident Traian Băsescu va acusar Vîntu d'evasió fiscal en no haver pagat suposadament 60 milions d'euros d'Impost sobre el Valor Afegit. Més tard, Vântu va negar l'acusació i va demandar a Băsescu per difamació, demanant 1 milió d'euros en indemnització.
Vîntu va ser condemnat a dos anys de presó el 2005 per utilitzar alguns documents falsos per obtenir accions majoritàries del Banc d'Inversions i Desenvolupament (BID), que va fer fallida el 2002. Més tard, el Tribunal d'Apel·lació de Bucarest va ordenar per decisió final la suspensió del judici determinant que els càrrecs havien passat el seu termini de prescripció.
El 21 de juny de 2012, va ser condemnat a un any de presó després de l'acusació de xantatge del seu exsoci comercial, Sebastian Ghiță.
El setembre de 2010 va ser detingut breument, acusat d'haver ajudat Nicolae Popa, l'antic CEO de BID.
El 21 de febrer de 2016, va ser condemnat a vuit anys de presó per un esquema ponzi.